# 春川警察署
春川警察署（チュンチョンけいさつしょ）は、江原地方警察庁所管の警察署である。

## 管轄区域
- 春川市

## 沿革
- 1945年10月21日 -　発足

## 管轄地区隊
- 中部地区隊
- 後坪地区隊
- 西部地区隊
- 南部地区隊
- 新司牛地区隊
- 昭陽路地区隊

## 管轄派出所
- 新北派出所
- 南山派出所
- 西面派出所
- 史北派出所

## 管轄治安センター
- 東山治安センター
- 北山治安センター
- 南面治安センター
- 衣岩治安センター
- 東部洞治安センター
- 東面治安センター